# 96式裝甲運兵車
96式裝甲運兵車是日本陸上自衛隊的輪型裝甲運兵車。主要部署在北海道普通科連隊（步兵團）、也參加過人道派遣行動。自衛隊內部暱稱「96」、「96W」、「96WAPC」「WAPC」等小名。

## 研發
作為60式裝甲運兵車・73式裝甲運兵車的後繼車種、1992年（平成4年）由小松製作所開始研發、1996年（平成8年）定案為「96式裝甲運兵車」。平成16年（2004年）一輛成本約1億日圓共14輛生產完成。直到2009年底已經撥交了305輛的預算。

## 特徵

### 整體概念
96式是日本第一次開發8輪式裝甲運兵車，也是自衛隊第一種裝甲輪型車。一般的裝甲輪型車或履帶車輛對於破碎地形效果不彰。普通車輪半徑在物理上不可能上下稻田。所以採用大半徑輪胎和提高車身。且必須容易維護故障少、和高速長時間使用的耐用度。且寬度必須能在公路行駛。最終價錢一億日圓以下和當年73式裝甲車必須約略相等。
輪胎由CTIS（中央氣壓裝置）的控制可以變更車身高低、就算履帶式車輛困難的破碎地形也能容易通過。通常後方2軸（前面數來第3軸第4軸）是驅動輪、但是可以切換8輪驅動。操縱前方2軸（第1軸第2軸）轉彎。
車體採用軋壓鋼板焊接、裝甲防護力可防小口徑槍和砲彈碎片。車員配置為前方副手、右側駕駛、後方車長兼槍手、左側分隊長席、最後左右各4名合計8名步兵。駕駛和車長席左側有滅火器、且能從車外啟動。引擎和傳動裝置是一體化方便維護。

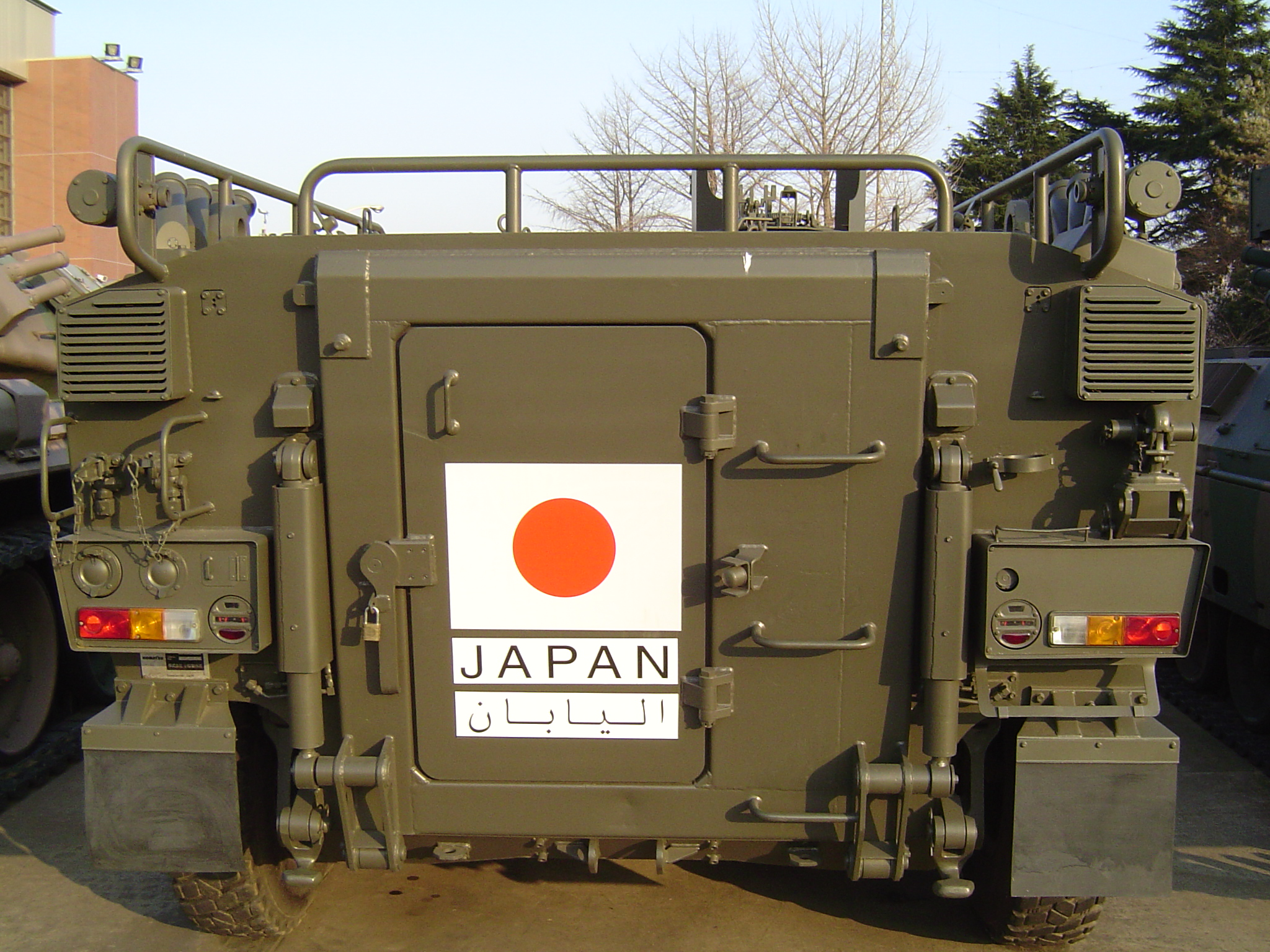
A型車後部油壓式車門和派遣貼紙
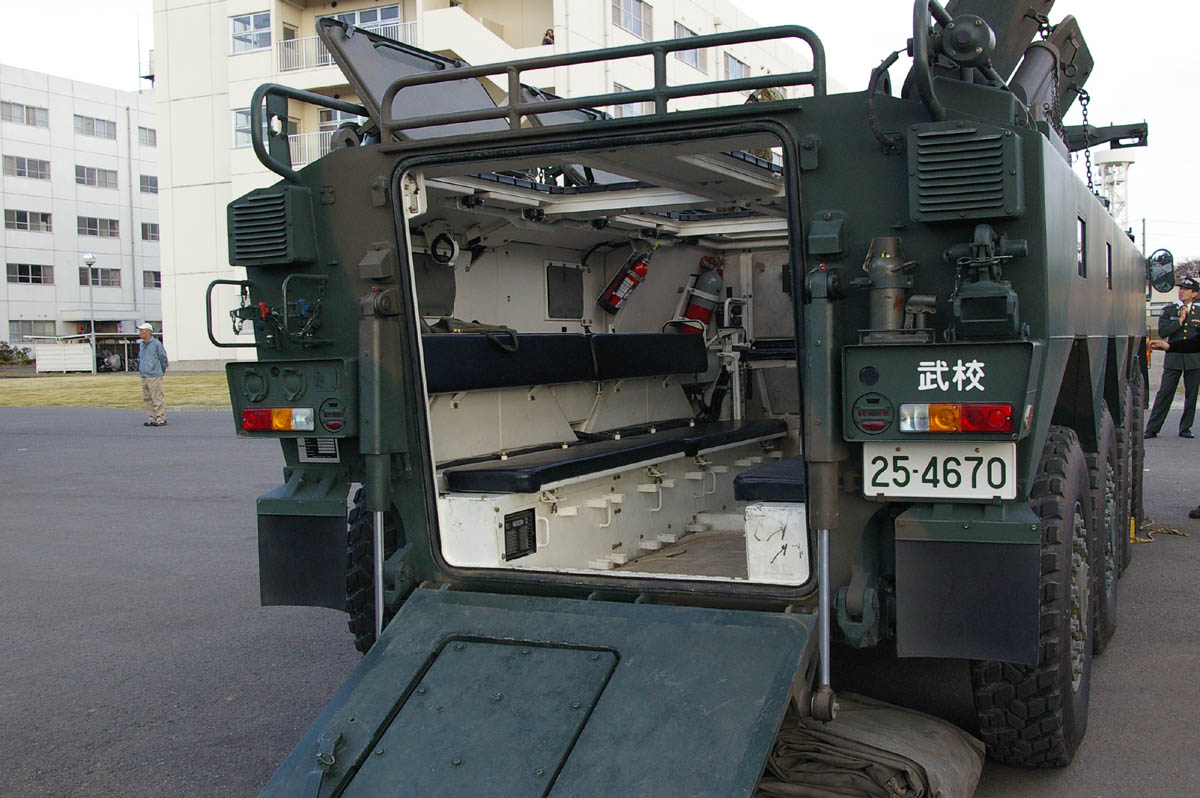
A型車車內
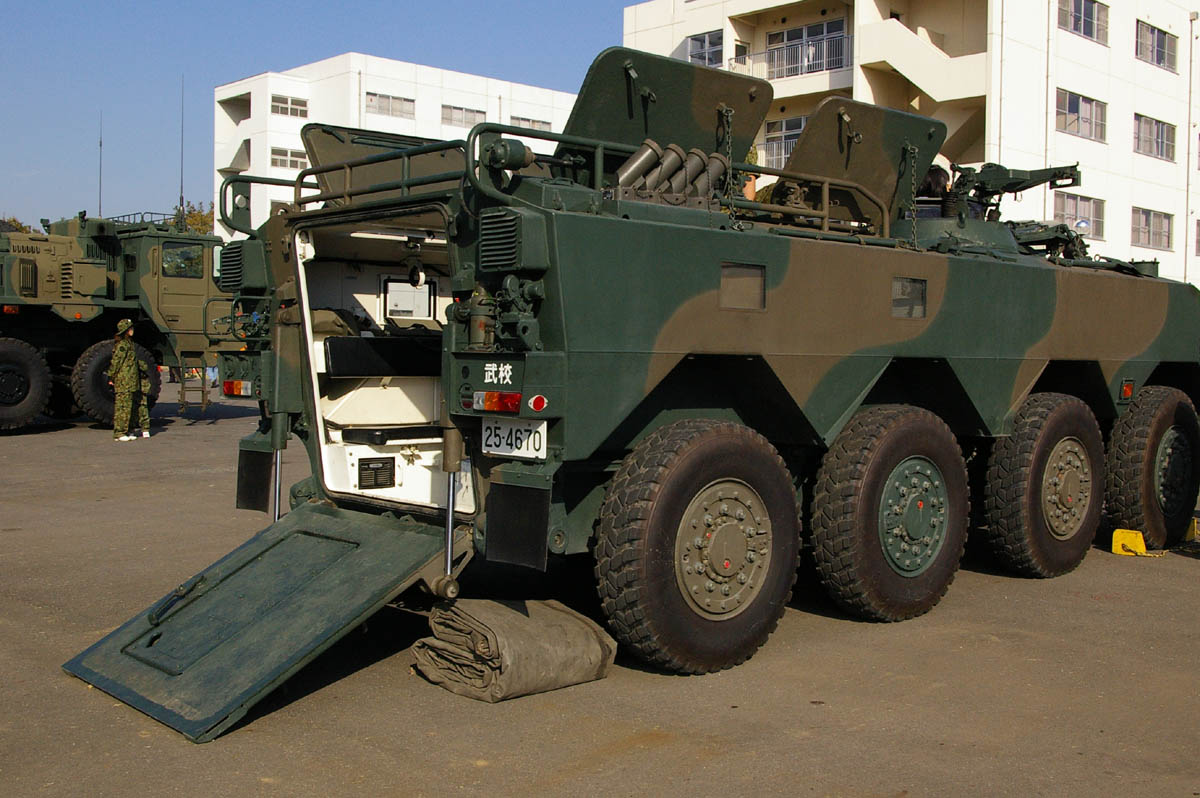
A型車各艙門開啟
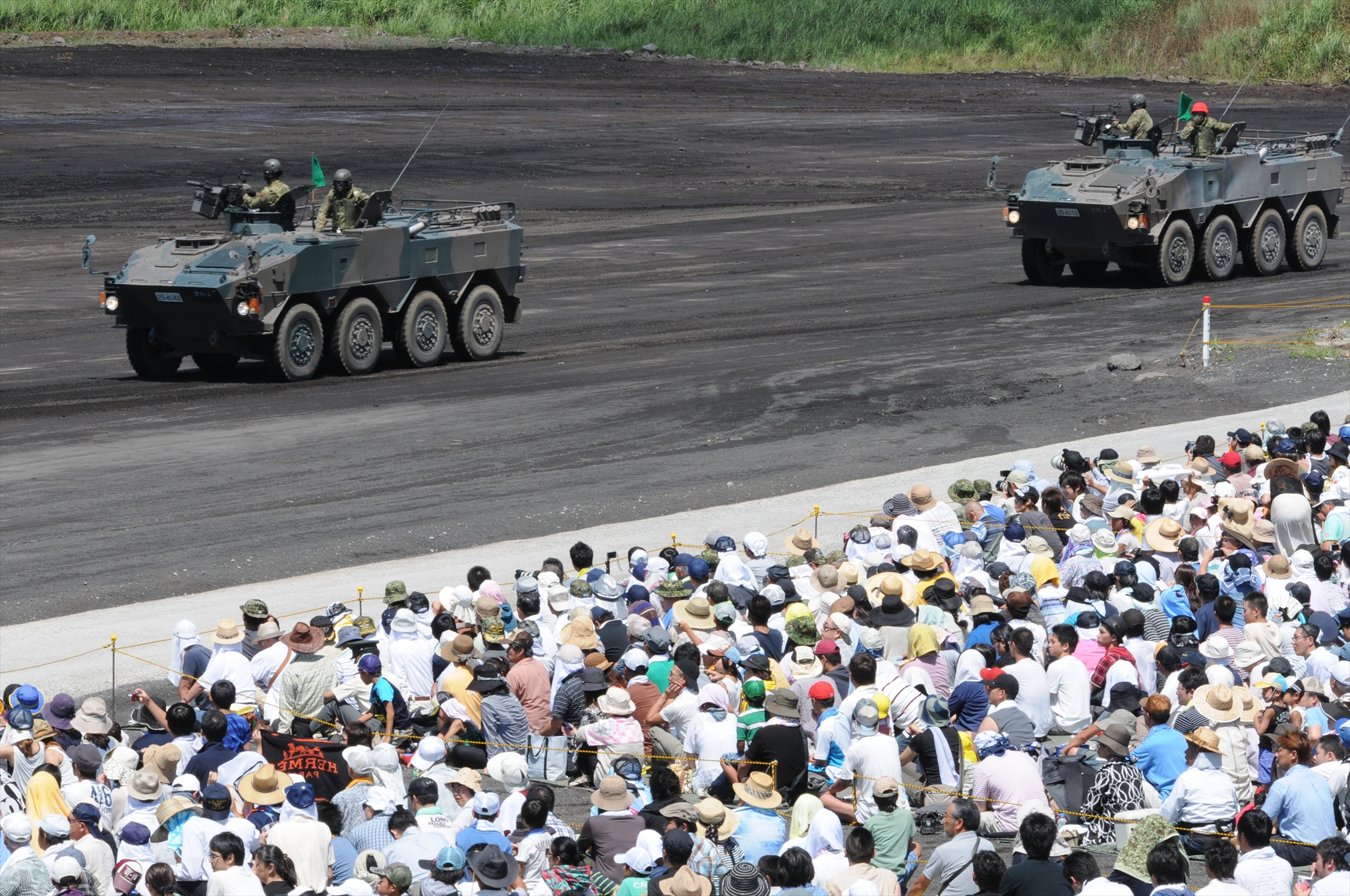
A型車於富士綜合火力演習

### 運輸艙
後部運輸艙有天井門可以對開開啟。73式裝甲運兵車是採用兩扇大型天井門、為了重量因素本車分成4扇小型門比較容易使用。側面有防彈玻璃觀景窗左右各2門。車內防彈材質為玻璃纖維貼層、像73式甲車一樣後門有緊急逃生的內嵌小門、側面可加裝充氣氣囊具有浮航性能。
後艙門採油壓式開關、車內外都可操作。後門還有內嵌式小門、可以手動開啟。最後部有拖車用鋼索組、防核生化用壓縮空氣供給罐、2006年4月現在本車牽引鋼索組也被民用化給貨車等車輛用。
在公路上行駛歸類為大型卡車。公路行駛時駕駛席及分隊長席用擋風玻璃有視野不足問題。所以有開發了擋風玻璃加大版的實驗車。該玻璃組可以拆卸因應作戰時換回原本的構造，防禦力較強。所用防彈玻璃有防禦小口徑武器的能力。

### 武器
武器有96式40毫米榴彈發射器的「A型」或是裝白朗寧M2重機槍(彈匣增大)的「B型」兩種。車輛後部左右各1具煙霧彈發射器。「A型」和「B型」約10：1的比例、但是重機槍和榴彈槍原則上是可以隨時互換的。重機槍型的73式裝甲車上面拆下的機槍可以直接換上本車、榴彈發射器則是新設計的產品。原則上機槍是要人員露出車外操作。但是也有文獻記載有遙控型的實驗車裝載史崔克裝甲車同型的攝影機遙控塔可以在車內安全操作開槍。「遙控型」槍塔可以旋回和俯仰、瞄準用（JM1瞄準潛望鏡）、採用電力驅動馬達。
後部人員艙後端部兩側上部左右各1具換氣装置。用於核生化兵器防護的空氣清淨過濾、動作時會落下氧氣面罩、每人都有專屬的空氣清淨裝置。後壁還有暖氣機適應寒帶氣候。本車比73式裝甲車內部空間大、乘員艙後部還有隔音貼層車内居住性和靜音性提升不少。還裝有73式裝甲、車內设有人造纖維貼層防止中砲彈後的衝擊波把內壁鋼鐵震成細碎破片。
本車也參加過人道派遣海外任務；派出海外的都採用「B型」機槍型、原本2色迷彩改成OD色（深綠色）、後艙左右上半部外掛有保護裝甲板。

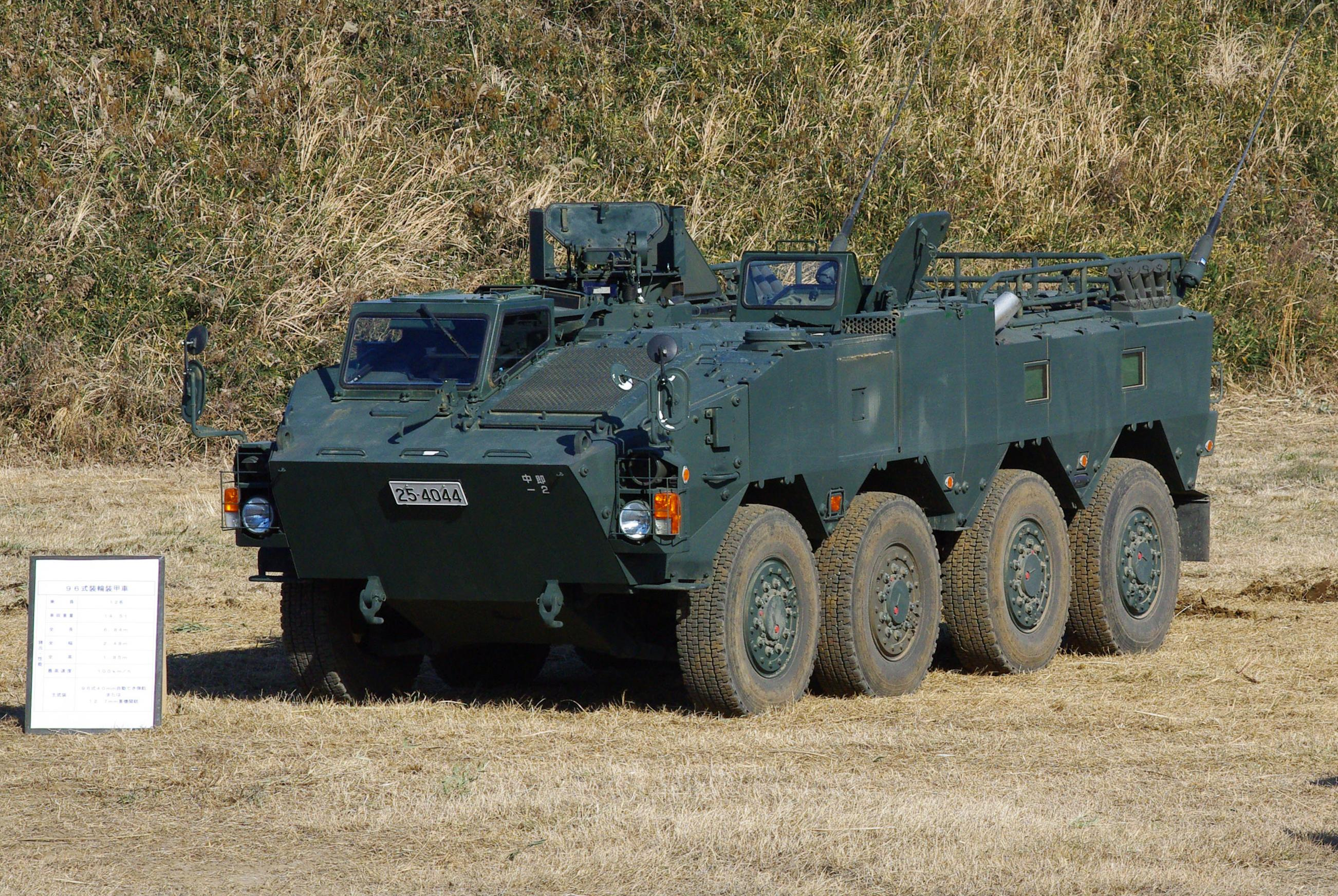
改良觀景窗的B型實驗車
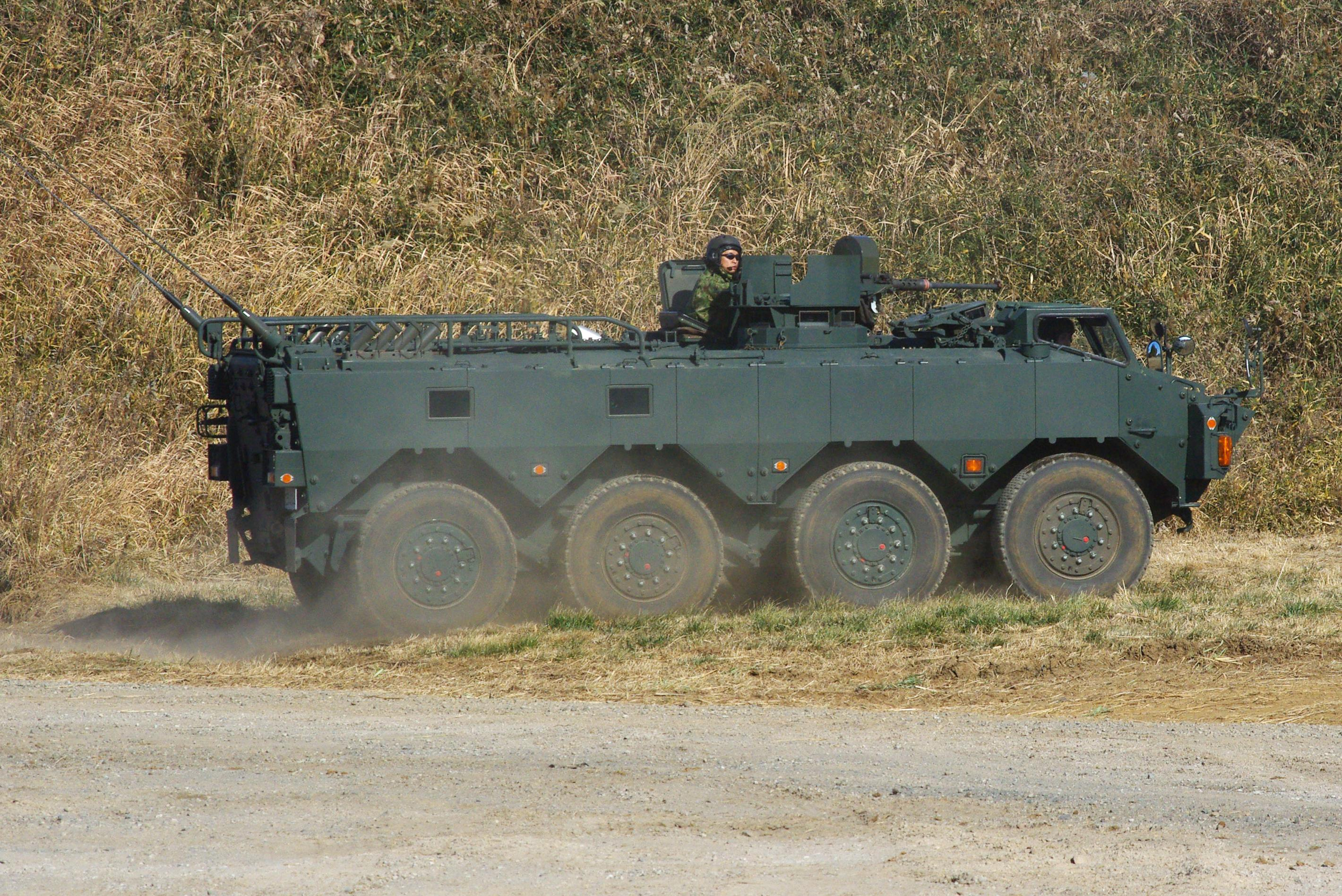
B型車於陸上自衛隊下志津駐屯地記念活動
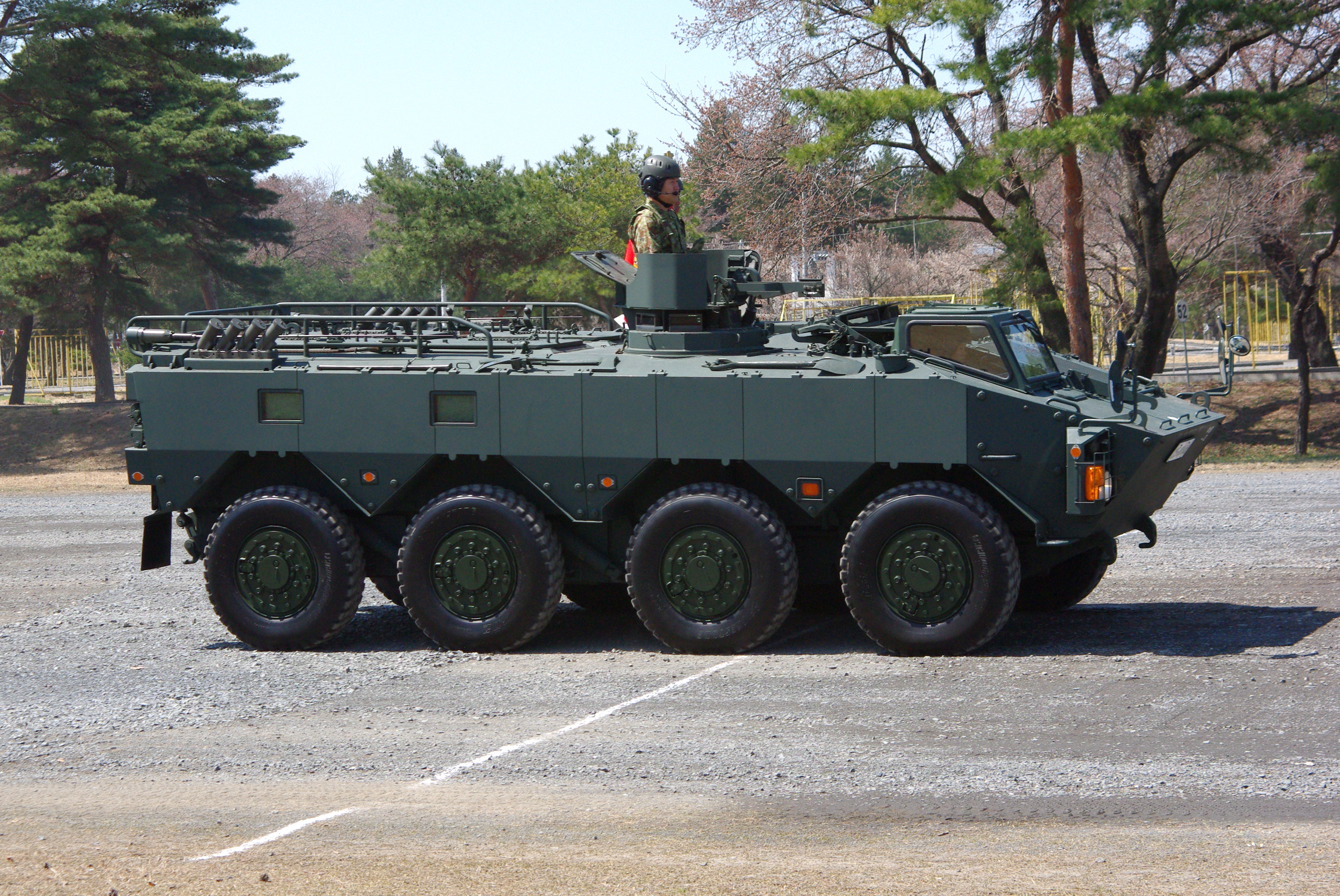
B型車裝配白朗寧M2重機槍和強化裝甲

### 問題點
日本道路交通法規定車寬2.5m以下、所以不能加裝太多複雜構造。且量產性和維修性也必須考量在內，因為自衛隊規模是受法律限制，不可能編制太多維修員。
本車也被批評為防禦力不足。容易被地雷擊毀、兩個側面觀景窗可能是弱點、後方車門的油壓裝置暴露在外可能被擊毀導致門卡住。
首先關於地雷問題、本車底盤有許多凹槽可以疏散地雷爆炸的壓力波，但是車身高的車輛通常比較容易疏散掉地雷威力。所以相比許多外國裝甲車例如TPz Fuchs或美國的史崔克裝甲車本車地雷防炸能力還是低了許多。
側面觀景窗可能是弱點問題。理論上防彈玻璃可擋住小口徑武器，可是有人質疑開孔會導致周圍裝甲板強度下降。一方面也有人提出是否步兵需要看外面的情形？然而考量到生存性和公路行駛的安全度還是需要多點車窗。
至於車外的油壓式車門部件其中的液壓油可能會燃燒問題，但潤滑油即使是石油提煉物也有難以燃燒的品種，對於自衛隊實際使用的油品不明的情形下很難成立此論述，何況其他車上燃料箱更有可能起火不如說此問題不是第一重要。且可靠度上也設計了手動車門裝置，油壓故障時還是可以開門，但車門極重，不用油壓裝置很難關門增加乘員負擔，如果只有少數人操作時可能會無法關門。
所以上述問題防衛廳也表示許多武器設計是針對日本國內防衛用途，許多海外作戰才會發生的問題不在考量範圍內、只會留意可能最小限度內的改善，所以地雷問題不必太在意因為這是攻擊性軍隊才比較頭痛的問題。
而且要增強抗地雷能力車子必須大型化加裝許多防護，導致價格和重量上升、而且輪型車輛和履帶車輛不一樣，輪胎不能承受太大重量。至於加高車身會增加戰場上被發現和擊中的機率，防衛作戰時這點對生存性影響還比地雷大。

## 採購數量
| 予算計上年度         | 調達数 | 予算計上年度         | 調達数 | 予算計上年度         | 調達数  |
| -------------------- | ------ | -------------------- | ------ | -------------------- | ------- |
| 平成8年度（1996年）  | 17輛   | 平成16年度（2004年） | 14輛   | 平成24年度（2012年） | 13輛    |
| 平成9年度（1997年）  | 29輛   | 平成17年度（2005年） | 15輛   | 平成25年度（2013年） | 11輛    |
| 平成10年度（1998年） | 26輛   | 平成18年度（2006年） | 20輛   | 平成26年度（2014年） | 8輛+8輛 |
| 平成11年度（1999年） | 28輛   | 平成19年度（2007年） | 17輛   | 平成27年度（2015年） | 0輛+8輛 |
| 平成12年度（2000年） | 28輛   | 平成20年度（2008年） | 20輛   | 平成28年度（2016年） | 0輛     |
| 平成13年度（2001年） | 29輛   | 平成21年度（2009年） | 16輛   |                      |         |
| 平成14年度（2002年） | 15輛   | 平成22年度（2010年） | 17輛   |                      |         |
| 平成15年度（2003年） | 31輛   | 平成23年度（2011年） | 11輛   | 合計                 | 381輛   |

## 各國八輪裝甲車比較
| 名稱                | 生產國         | 車體 | 全長    | 全寬    | 全高    | 重量                                  | 最高速度                        | 乘員數                 | 武装 |
| ------------------- | -------------- | ---- | ------- | ------- | ------- | ------------------------------------- | ------------------------------- | ---------------------- | --- |
| CM-32/ 33雲豹裝甲車 | 中華民國       |      | 7 m     | 2.7 m   | 2.3 m   | 22 噸                                 | 105 km/h                        | 車員3 人 步兵 6-7人    | T112 105毫米滑膛炮 12.7毫米遙控機槍塔 T74V 7.62毫米同軸機槍 或Mk 44 30毫米機炮 T74 7.62毫米排用機槍×2 或TS-96遙控武器站： (T91 40毫米自動榴彈發射器 T74V 7.62毫米排用機槍) T85 66毫米4聯裝煙霧彈發射器×4 |
| ZBL-08步兵戰車      | 中华人民共和国 |      | 8 m     | 3 m     | 2.1 m   | 21 噸                                 | 100 km/h                        | 車員3 人 歩兵 7人      | 105毫米滑膛炮 或122毫米榴彈炮 或30毫米ZPT-99機炮 7.62毫米80式同軸機槍 改進型紅箭-73C反戰車飛彈 |
| BTR-90              | 俄羅斯         |      | 7.64 m  | 3.20 m  | 2.98 m  | 20.9 噸                               | 100 km/h（陸上） 9 km/h（水上） | 車員3 人 歩兵 7人      | 巴赫斯-U遙控武器站： (30毫米2A42機炮 或100毫米2A70線膛炮 30毫米AGS-17自動榴彈發射器 12.7毫米Kord重機槍 7.62毫米PKT同軸機槍 或30毫米2A72同軸機炮 AT-5拱肩反戰車飛彈 66毫米3聯裝煙霧彈發射器×2) |
| 迴旋鏢裝甲運兵車    | 俄羅斯         |      | 8.805 m | 3.187 m | 3.185 m | 34 噸                                 | 100 km/h                        | 車員3 人 歩兵 7-8人    | 12.7毫米Kord重機槍 或「迴旋鏢」-BM遙控炮塔： (2A42 30毫米機炮 AT-14守寶妖精反戰車飛彈 7.62毫米PKT同軸機槍) 或AU-220M貝加爾湖遙控武器站： (57毫米BM-57加農炮 7.62毫米PK通用機槍×2) 或125毫米2A45滑膛炮 AT-11狙擊手A/B反戰車飛彈 7.62毫米PK通用機槍×2 或9K333柳樹便攜式防空飛彈 或120毫米2S12 Sani迫擊炮 7.62毫米PK通用機槍                                                               |
| VBCI裝步戰車        | 法國           |      | 7.6 m   | 2.98 m  | 3 m     | 25.6 噸                               | 100 km/h                        | 車員3 人 歩兵 9人      | 25毫米M811機炮 7.62毫米NF1同軸機槍 |
| 拳師裝甲車          | 德国           |      | 7.93 m  | 2.99 m  | 2.37 m  | 24公噸 （標準型） 36.5公噸 （戰鬥型） | 103 km/h                        | 車員3 人 歩兵 8人      | 35毫米歐瑞康35/1000轉輪式機炮 或FLW遙控武器站： (12.7毫米白朗寧M2重機槍 或7.62毫米MG3通用機槍 或20毫米Mk 20 Rh-202機炮 或40毫米HK GMG自動榴彈發射器 66毫米3聯裝煙霧彈發射器×2) |
| LAV-25裝甲車        | 加拿大         |      | 6.39 m  | 2.5 m   | 2.69 m  | 12.8 噸                               | 100 km/h                        | 車員3 人 步兵 4人      | 25毫米M242機炮 或BGM-71拖式飛彈×16 或81毫米M252迫擊炮 7.62毫米M240通用機槍×1/×2 或25毫米GAU-12平衡者機炮 FIM-92刺針便攜式防空飛彈×16 66毫米M6 4聯裝煙霧彈發射器×2 |
| 史崔克裝甲車        | 美国           |      | 6.95 m  | 2.72 m  | 2.64 m  | 16.47 噸                              | 100 km/h                        | 車員2 人 歩兵 9人      | 105毫米M68A1E4/A2滑膛炮 或120毫米M121迫擊炮 或81毫米M252迫擊炮 或防禦者M151遙控武器站： (12.7毫米白朗寧M2重機槍 或7.62毫米M240通用機槍 或40毫米Mk 19自動榴彈發射器 66毫米M6 4聯裝煙霧彈發射器×4) 或BGM-71拖式飛彈 12.7毫米M2重機槍 7.62毫米M240通用機槍 或60毫米M224迫擊炮 或81毫米M252迫擊炮 或30毫米Mk 44巨蝮二式鏈炮 M240C7.62毫米同軸機槍                                           |
| 半人馬裝甲車        | 義大利         |      | 7.85 m  | 2.94 m  | 2.94 m  | 25 噸                                 | 110 km/h                        | 車員4 人 歩兵 8人      | 105毫米52倍徑線膛炮 或120毫米45倍徑滑膛炮 或KBA 25毫米機炮 拉斐爾長釘反戰車飛彈 MG3通用機槍×2 80毫米4聯裝煙霧彈發射器×2 |
| AMV裝甲車           | 芬兰           |      | 7.7 m   | 2.8 m   | 2.3 m   | 16-26 噸                              | 100 km/h                        | 車員2-3 人 歩兵 8-12人 | M68A1 105毫米滑膛炮 或AMOS 120毫米迫擊炮 或防禦者M151遙控武器站： (白朗寧M2 12.7毫米重機槍 或HK GMG 40毫米自動榴彈發射器 M6 66毫米4聯裝煙霧彈發射器×4) |
| KTO狼獾             | 波蘭           |      | 7.7 m   | 2.8 m   | 2.3 m   | 22 噸                                 | 100 km/h                        | 車員3 人 歩兵 8人      | 120毫米M120K Rak後膛裝填式迫擊炮 或拉斐爾長釘-LR反戰車飛彈 或重拳砲塔： （30毫米Mk 44巨蝮二式鏈炮 7.62毫米UKM-2000C同軸機槍 902A ZM Dezamet 81毫米6聯裝煙霧彈發射器） 或ZSSW-30遙控武器系統：（30毫米Mk 44巨蝮二式鏈炮 7.62毫米UKM-2000C同軸機槍 拉斐爾長釘-LR反戰車飛彈×2 GAk-81 81毫米4聯裝煙霧彈發射器×2） 或Hitrole遙控武器站： （12.7毫米WKM-B重機槍 或40毫米Mk 19自動榴彈發射器） |
| 潘德2型裝甲車       | 奥地利         |      | 7.02 m  | 2.67 m  | 1.85 m  | 22 噸                                 | 105 km/h                        | 車員2 人 歩兵 12人     | 105毫米M68A1戰車炮 或81毫米M252迫擊炮 或拉斐爾參孫遙控武器站： (30毫米Mk 44機炮 或12.7毫米白朗寧M2重機槍 拉斐爾長釘-LR反戰車飛彈 各種機槍 66毫米3聯裝煙霧彈發射器×2) |
| 96式裝甲運兵車      | 日本           |      | 6.84 m  | 2.48 m  | 1.85 m  | 14.5 噸                               | 100 km/h                        | 車員2 人 歩兵 8人      | 白朗寧M2 12.7毫米重機槍 或豐和96式40毫米自動榴彈發射器 |
| 泰瑞克斯裝甲車      | 新加坡         |      | 7 m     | 2.7 m   | 2.1 m   | 25 噸                                 | 110 km/h                        | 車員2 人 歩兵 12人     | RWS遙控武器平台： (40mmCIS 40 AGL自動榴彈發射器 7.62mmM240C同軸機槍 66mmCIS SGL 3聯裝煙霧彈發射器×2) |
| BTR-3               | 乌克兰         |      | 7.65 m  | 2.9 m   | 2.9 m   | 16.4噸                                | 85 km/h                         | 車員3 人 歩兵 6人      | 暴风遥控武器系统： (30mmZTM-1機炮 30mmKBA-117自動榴彈發射器 7.62mmKT同軸機槍 R-2障礙反戰車飛彈 81mm3聯裝AEK-902雲式煙霧彈發射器×2) |
| BTR-4               | 乌克兰         |      | 7.76 m  | 2.93 m  | 3.20 m  | 19.8噸                                | 110 km/h                        | 車員3 人 歩兵 8人      | 暴风遥控武器系统： (30mmZTM-1機炮 30mmKBA-117自動榴彈發射器 7.62mmKT同軸機槍 R-2障礙反戰車飛彈 81mm3聯裝AEK-902雲式煙霧彈發射器×2) |

1. ↑  加上頂部瞄準器

## 後繼車輛
實驗中的「未來輪型戰鬥車」計畫研發一種可改裝各種延伸型的戰鬥車。實際開發中的機動戰鬥車與計畫中的近接戰鬥車都含有此構想也都能看作96式裝甲運兵車的後繼車種、現今構思的人員輸送車型起碼要10年後才能實現。96式裝甲運兵車還要再服役十年。由於沒有明顯缺失，所以後繼車的開發優先度也不高。

## 相關連結
- 史崔克裝甲車
- 半人馬裝甲車

## 備註
1. ↑  +は補正予算分
2. ↑  +は補正予算分